# Los Valentinos
Los Valentinos var en dansk gruppe, som gjorde sig bemærket med instrumentalnumre i perioden 1974-2000. I bandets storhedstid fra midten af 1970'erne til starten af 1980'erne indspillede gruppen 10 albums.

## Historie
Gruppen blev stiftet i 1974 af Shu-Bi-Dua-guitaristen Claus Asmussen, samt producer Per Stan som et fritidsprojekt. Udover Asmussen og Stan, talte den oprindelige medlemsskare ligeledes Tommy Seebach og Niels Tuxen.

## Medlemmer gennem tiden
- Claus Asmussen (guitar og bas) 1974-1981
- Tommy Seebach (Keyboard) 1974-1975
- Niels Tuxen (guitar og bas) 1974-1982
- Per Stan (trommer, percussion og produktion) 1974-2000
- John Uldall (keyboard) 1975
- Flemming Guldsborg (Keyboard) 1975-1977
- Kim Daugaard (bas) 1977-1978
- Robert Cornford (keyboard) 1977
- Ole Trier (keyboards) 1978-1983
- Jan Eliasson (bas) 1979-1981
- Lars Reinau (guitar & vokal) 1982-2000
- Henning Tingleff (bas & vokal) 1982-2000
- Michael Jørgsholm (vokal) 1983-1985
- Jan Høgh (vokal) 1983-1984
- Steen Christensen (keyboard) 1983-1985
- Mac Skou (guitar og vokal) 1991-2000

## Diskografi
- In Action! (1974)
- Sounds Like Movin' (1975)
- No Vocals! 3 versions (1976)
- High Voltage (1977)
- Stayin' Alive (1978)
- Disco Dance Party (1979)
- Rock'n'Roll Business (1980)
- Plays The Million $ellers (1981)
- Danne-Broget (1982)